# 巴迪乡
巴迪乡（藏語：འབའ་སྡེ་ཤང་），是中华人民共和国云南省迪庆藏族自治州德钦县下辖的一个乡镇级行政单位。
2024年，国务院批复同意维西傈僳族自治县叶枝镇、巴迪乡划归德钦县管辖。

## 词源
“巴迪”为纳西语“普米族居住的坝子”，“巴”为普米族，“迪”为“坝子”。

## 行政区划
巴迪乡下辖以下地区：
结义村、洛义村、巴迪村、捧八村、真扑村和阿尺村。

## 中国传统村落
2013年8月，结义村被评为第二批中国传统村落。